# Prefix telefonic
Codul telefonic sau prefixul telefonic în cadrul național al unui stat este reprezentat printr-un grup stabilit de cifre care corespunde unei anumite localități sau regiuni geografice din cadrul statului respectiv. 
Același sistem de funcționare are și codul telefonic care reprezintă un grup anumit de cifre într-o ordine stabilită pentru fiecare țară separat.
Informații suplimentare: Lista prefixelor telefonice internaționale

## Europaeste încadrată în zona 3 și  4
- Zona 3
- +30 – Grecia
- +31 – Olanda
- +32 – Belgia
- +33 – Franța
- +34 – Spania

- +35 - (neutilizat)
- +350 – Gibraltar
- +351 – Portugalia
- +352 – Luxemburg
- +353 – Irlanda
- +354 – Islanda
- +355 – Albania
- +356 – Malta
- +357 – Cipru
- +358 – Finlanda
- +359 – Bulgaria

- +36 – Ungaria

- +37 - (neutilizat)
- +370 – Lituania
- +371 – Letonia
- +372 – Estonia
- +373 – Republica Moldova
- +374 – Armenia
- +375 – Bielorusia
- +376 – Andorra
- +377 – Monaco
- +378 – San Marino
- +379 – Vatican (neutilizat)

- +38 - (neutilizat)
- +380 – Ucraina
- +381 – Serbia
- +382 – Muntenegru
- +383 – (neutilizat)
- +384 –  (neutilizat)
- +385 – Croația
- +386 – Slovenia
- +387 – Bosnia și Herțegovina

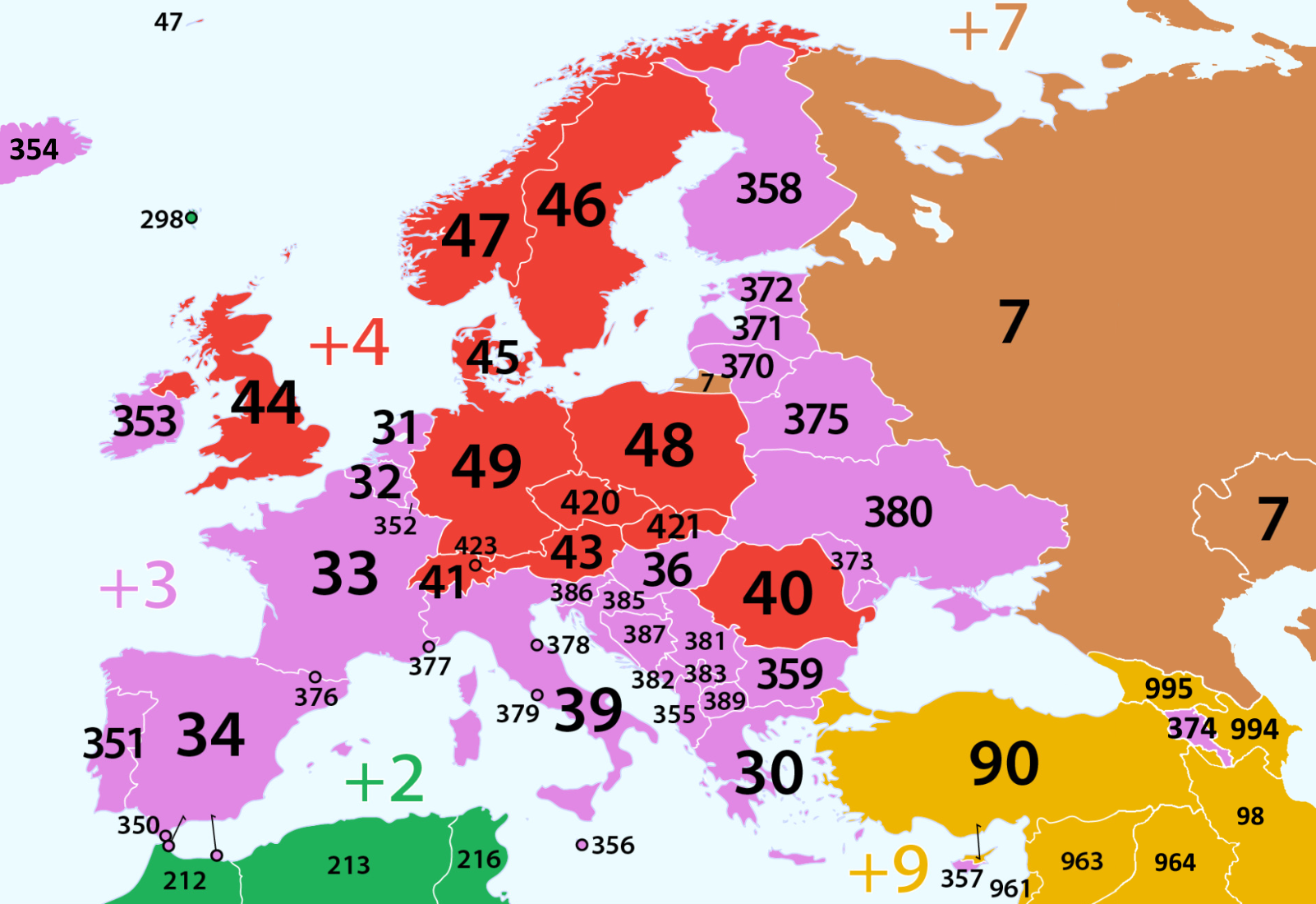
Prefixele telefonice ale țărilor din Europa

- +388-3 – Servicii telefonice europene
- +389 – Macedonia
- +39 – Italia
- +3906 – Vatican (+379 rezervat, (neutilizat))

- Zona 4
- +40 – România
- +41 – Elveția
- +42 - (neutilizat)
- +420 – Cehia
- +421 – Slovacia
- +422 – (neutilizat)
- +423 – Liechtenstein
- +424 – (neutilizat)
- +425 – (neutilizat)
- +426 – (neutilizat)
- +427 – (neutilizat)
- +428 – (neutilizat)
- +429 – (neutilizat)

- +43 – Austria
- +44 – Marea Britanie
- +45 – Danemarca
- +46 – Suedia
- +47 – Norvegia
- +48 – Polonia
- +49 – Germania